# Li Wenwen
Li Wenwen (chinesisch 李雯雯, Pinyin Lǐ Wén-Wén; * 5. März 2000 in Anshan, Liáoníng) ist eine chinesische Gewichtheberin. Sie ist zweifache Asienmeisterin und zweifache Weltmeisterin in der Gewichtsklasse über 87 kg Körpergewicht. 2021 wurde sie Olympiasiegerin in derselben Gewichtsklasse. 2024 wurde sie erneut Olympiasiegerin, nun in der neu gefassten Gewichtsklasse über 81 kg Körpergewicht.
Sie stellte 2021 die aktuell geltenden Welt- und Olympiarekorde im Reißen, Stoßen und Zweikampf in der +87-kg-Gewichtsklasse auf.

## Karriere
Li Wenwen kam im Alter von 10 Jahren erstmals mit dem Gewichtheben in Kontakt und begann mit 12 Jahren mit dem Training in der Sportart. Seit sie 18 ist nimmt Li an nationalen Wettbewerben teil.
2019 nahm sie am Welt-Cup der Internationalen Vereinigung für Gewichtheben (IWF) in Fuzhou teil. Li Wenwen gewann Silbermedaillen im Reißen, im Stoßen und im Zweikampf und stellte Junior-Weltrekorde in der +87-kg-Klasse auf. Im selben Jahr nahm sie an den asiatischen Gewichthebermeisterschaften in Ningbo ebenfalls in der Kategorie +87 kg teil. Im Reißen stellte sie mit 147 kg einen Weltrekord auf und gewann Goldmedaillen in allen drei Disziplinen. Auch bei den Gewichtheber-Weltmeisterschaften 2019 gewann sie drei Goldmedaillen, jeweils vor der Russin Tatjana Kaschirina und ihrer Landsfrau Meng Suping. Dabei stellte sie weitere Junioren-Weltrekorde auf und ersetzte die bis dahin geltenden Senioren-Weltrekorde von Kaschirina im Stoßen mit 186 kg und im Zweikampf mit 332 kg. Auch beim IWF-Welt-Cup Ende 2019 konnte Li in ihrer Gewichtsklasse siegen.
2021 fanden in Taschkent die um ein Jahr verschobenen Asienmeisterschaften im Gewichtheben statt, bei denen Li Wenwen erneut in allen Disziplinen Gold gewann. Zusätzlich konnte sie ihre eigenen Weltrekorde in der +87-kg-Klasse verbessern (Reißen 148 kg, Stoßen 187 kg, 335 kg). Im Sommer folgte die Teilnahme an den Olympischen Spielen in Tokio. Im Superschwergewicht schaffte sie 140 kg im Reißen, 180 kg im Stoßen und somit 320 kg im Zweikampf. Damit gewann sie eine Goldmedaille vor der Britin Emily Campbell (283 kg) und der US-amerikanerin Sarah Robles (282 kg). Mit ihren Ergebnissen in den drei Disziplinen stellte sie zudem olympische Rekorde auf.
Im Dezember 2022 trat Li in Bogotá bei der Weltmeisterschaft an. Das Reißen gewann sie mit 141 kg, das Stoßen mit 170 kg und erkämpfte sich somit auch im Zweikampf eine Goldmedaille. Bei den Olympischen Spielen 2024 in Paris gewann sie ihre zweite olympische Goldmedaille.

## Internationale Erfolge

### Wettkampfresultate
| Jahr | Platz | Wettbewerb                        | Gewichtsklasse | |
| ---- | ----- | --------------------------------- | -------------- | --- |
| 2019 | 2.    | IWF-World-Cup in Fuzhou           | über 87 kg     | mit 324 kg (142–182), hinter Meng Suping, China, 325 kg (140–185) und vor Tatjana Kaschirina, Russland, 323 kg (145–178)          |
| 2019 | 1.    | Asienmeisterschaften in Ningbo    | über 87 kg     | mit 322 kg (147–175), vor Meng Suping, 305 kg (130–175) und Kim Kuk-hyang, Nordkorea, 293 kg (126–167)                            |
| 2019 | 1.    | WM in Pattaya                     | über 87 kg     | mit 332 kg (146–186), vor Tatjana Kaschirina, 318 kg (140–178) und Meng Suping, 311 kg (137–174)                                  |
| 2019 | 1.    | IWF-World-Cup in Tianjin          | über 87 kg     | mit 315 kg (138–177), vor Kim Kuk-hyang, 275 kg (120–155) und Son Young-hee, 273 kg (115–158)                                     |
| 2021 | 1.    | Asienmeisterschaften in Taschkent | über 87 kg     | mit 335 kg (148–187), vor Son Young-hee, 279 kg (120–159) und Aisada Müptilda, Kasachstan, 269 kg (118–151)                       |
| 2021 | Gold  | OS in Tokio                       | über 87 kg     | mit 320 kg (140–180), vor Emily Campbell, Großbritannien, 283 kg (122–161) und Sarah Robles, Vereinigte Staaten, 282 kg (128–154) |
| 2022 | 1.    | WM in Bogotá                      | über 87 kg     | mit 311 kg (141–170), vor Emily Campbell, 287 kg (122–165) und Duangaksorn Chaidee, Thailand, 286 kg (126–160)                    |
| 2024 | 1.    | Olympische Spiele in Paris        | über 81 kg     | mit 309 kg (136–170) |

### Weltrekorde und olympische Rekorde
Alle angegebenen Weltrekorde (WR) und olympischen Rekorde (OR) wurden im Seniorenbereich in der Gewichtsklasse über 87 kg aufgestellt. Aktuell gültige Rekordleistungen sind fett markiert (Stand: Ende 2022).
| Datum              | Ort         | Disziplin   | Leistung    |
| Weltrekorde        | Weltrekorde | Weltrekorde | Weltrekorde |
| ------------------ | ----------- | ----------- | ----------- |
| 28.04.2019         | Ningbo      | Reißen      | 147 kg      |
| 27.09.2019         | Pattaya     | Stoßen      | 186 kg      |
| 27.09.2019         | Pattaya     | Zweikampf   | 332 kg      |
| 25.04.2021         | Taschkent   | Reißen      | 148 kg      |
| 25.04.2021         | Taschkent   | Stoßen      | 187 kg      |
| 25.04.2021         | Taschkent   | Zweikampf   | 335 kg      |
| Olympische Rekorde |             |             |             |
| 02.08.2021         | Tokio       | Reißen      | 140 kg      |
| 02.08.2021         | Tokio       | Stoßen      | 180 kg      |
| 02.08.2021         | Tokio       | Zweikampf   | 320 kg      |